# Comité Consultiu Internacional de Radiocomunicació
CCIR és l'acrònim de Comité Consultiu Internacional de Radiocomunicació - The International Radio Consultative Committee (anglès)- Comité Consultatif International des Radiocommunications (francès), antic nom del comité de normalització de les radiocomunicacions a la UIT ara conegut com a UIT-R.
El Sector de Radiocomunicacions de la Unió Internacional de Telecomunicacions (UIT-R), o Radiocommunication Sector of the International Telecommunication Union (ITU-R), és la part de l'organisme internacional UIT referent a les radiocomunicacions encarregat de:
- fer estudis tècnics,
- donar resposta a les qüestions pràctiques, i
- oferir recomanacions tècniques.

## Història[1]
Els primers estudis internacionals relacionats amb l'àrea de radiocomunicacions es van realitzar després de la primera Conferència Internacional de Radiotelegrafía de Berlín (International Radiotelegraph Conference) de 1906, en què 29 estats marítims van signar la Convenció Internacional de Radiotelegrafia (International Radiotelegraph Convention). El 1927, durant la conferència de Washington, es va crear la precursora de l'ITU-R, denominada com Comitè Consultiu Internacional de Radiocomunicacions (CCIR), o International Ràdio Consultative Committee (IRCC), amb l'objecte de servir com un comitè de normalització de les radiocomunicacions. Uns anys després, durant la Conferència Internacional de Ràdio de 1947 celebrada a Atlantic city, es va crear la Junta Internacional de Registre de Freqüències, o International Frequency Registration Board (IFRB)), per tal de regular les freqüències de radiocomunicacions, que més endavant es fusionaria amb la CCIR per formar l'actual ITU-R, el 1992 durant la Conferència Extraordinària de Plenipotenciaris de Ginebra (Additional PlenipotenReftiary Corence).

## Reglament[6]
El Reglament de Radiocomunicacions és el text d'un tractat intergovernamental de la Unió Internacional de Telecomunicacions (UIT), l'organisme que coordina i normalitza el funcionament de les xarxes i serveis de telecomunicacions. El primer Reglament de Radiocomunicacions es va concloure a Berlín l'any 1906 i se'l conèixer com el Reglament del Servei de Radiotelegrafia.
El Reglament de Radiocomunicacions, que cobreix tant temes jurídics com tècnics, serveix com un instrument supranacional per a la gestió internacional òptima de l'espectre radioelèctric i defineix els següents aspectes:
- L'assignació de diferents bandes de freqüència a diferents serveis de ràdio.
- Els paràmetres tècnics obligatoris que han d'observar-se per part de les estacions de radio, especialment les emissores.
- Els procediments per a la coordinació (garantir la compatibilitat tècnica) i notificació (registre formal i la protecció en el Registre Internacional de Freqüències) de les assignacions de freqüència a les estacions de radio dels governs nacionals.
- Altres procediments i disposicions operatives.

L'elaboració, revisió i aprovació del Reglament de Radiocomunicacions és responsabilitat de les Conferències Mundials de Radiocomunicacions (CMR) de la UIT, les reunions de la qual se celebren normalment cada tres o quatre anys. Les conferències més recents han estat la de Ginebra al 1995 (CMR-95), la de Ginebra l'any 1997 (CMR-97), la d'Istanbul l'any 2000 (WRC-2000), i les de Ginebra els anys 2003 (CMR-03), 2007 (CMR-07) i 2012 (CMR-12).
L'edició més recentment publicada del Reglament de Radiocomunicacions, també coneguda com la "Edició de 2012", conté els textos complets dels reglaments adoptats i revisats per la CMR-12, que inclou tots els articles, annexos, resolucions i un subconjunt de les recomanacions emeses per la UIT-R, anteriorment coneguda com la CCIR. Aquestes recomanacions, tenen caràcter obligatori, com a conseqüència d'haver estat citades en el Reglament de Radiocomunicacions.